# 君へとつなぐココロ
「君へとつなぐココロ」（きみへとつなぐココロ）は、2009年8月5日にスターチャイルドから発売されたシングル。

## 解説
表題曲「君へとつなぐココロ」は、テレビ東京系テレビアニメ『かなめも』のオープニングテーマとして使用された。作中でメインキャラクターの声を務める豊崎愛生、水原薫、釘宮理恵が歌っている。
スターチャイルド・公式サイト内にて配信されているWEBラジオ「早寝早起き!かなめもらじお」のテーマソングをカップリングとして収録している。
ジャケットには中町かな、天野咲妃、久地院美華のイラストがプリントされている。また、かなめものアニメを制作したfeelはこのジャケットから中町かな顔の部分をTwitterのアイコンにしている。

## 収録曲
1. 君へとつなぐココロ [4:00]
作詞:橋本由香利&TOMBOW、作曲・編曲:橋本由香利
  - テレビアニメ『かなめも』オープニングテーマ
2. WAKE ME UP(^_-)b! [3:39]
作詞・作曲・編曲:R・O・N
  - WEBラジオ『早寝早起き!かなめもらじお』テーマソング
3. 君へとつなぐココロ（off vocal ver.）
4. WAKE ME UP(^_-)b!（off vocal ver.）

## 収録作品
| 収録作品名                                            | 曲名                            | 作品種類                                        | 発売日       |
| ----------------------------------------------------- | ------------------------------- | ----------------------------------------------- | ------------ |
| かなめも キャラクターソング&サントラアルバム かなめろ | 君へとつなぐココロ TV-Size Ver. | キャラクターソング・アルバム・ サウンドトラック | 2009年9月9日 |